# Liste der Auslandsvertretungen Kolumbiens

Standorte der diplomatischen Vertretungen Kolumbiens

Dies ist eine Liste der diplomatischen und konsularischen Vertretungen Kolumbiens.

## Diplomatische und konsularische Vertretungen

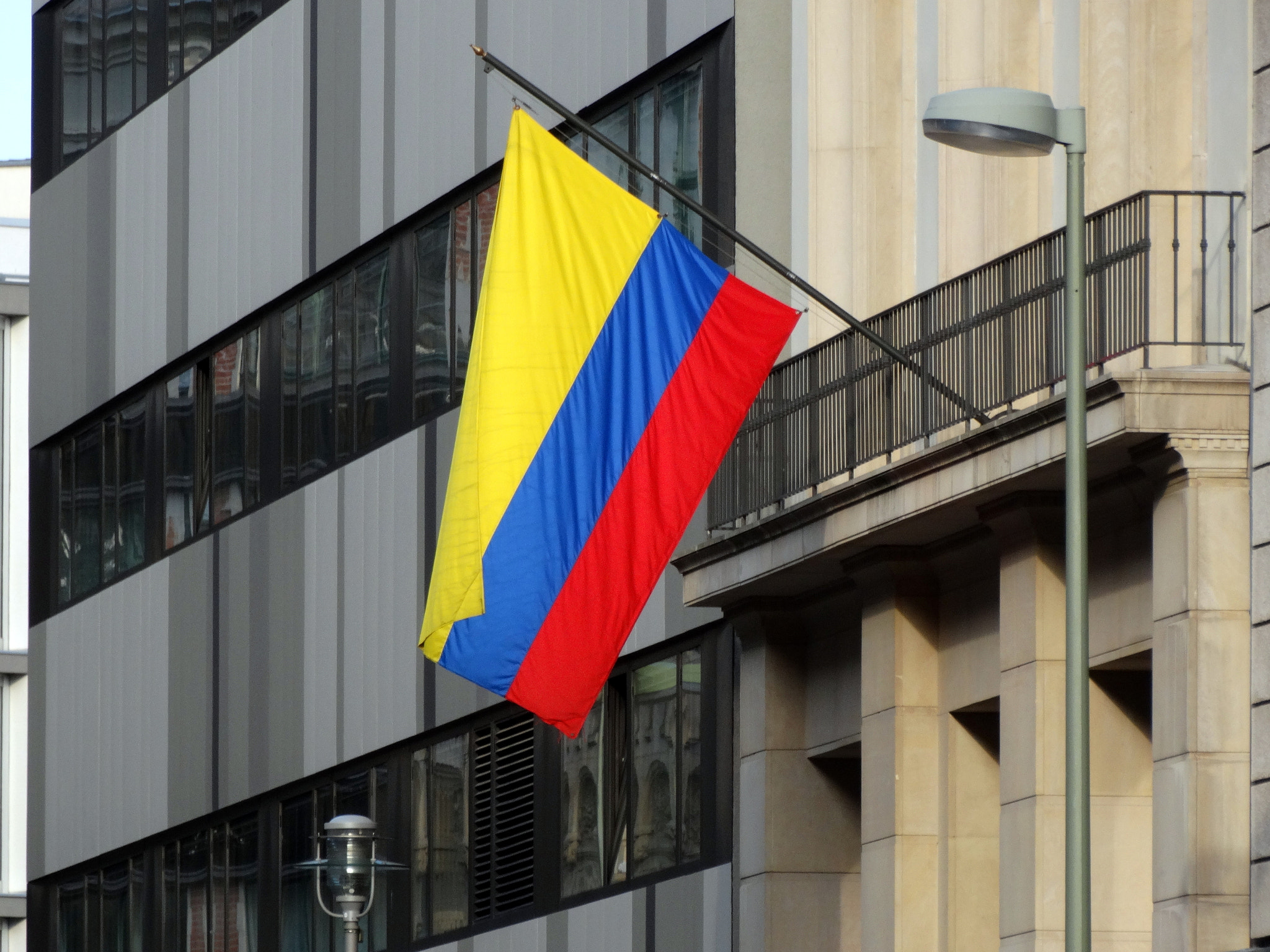
Kolumbianische Botschaft in Berlin

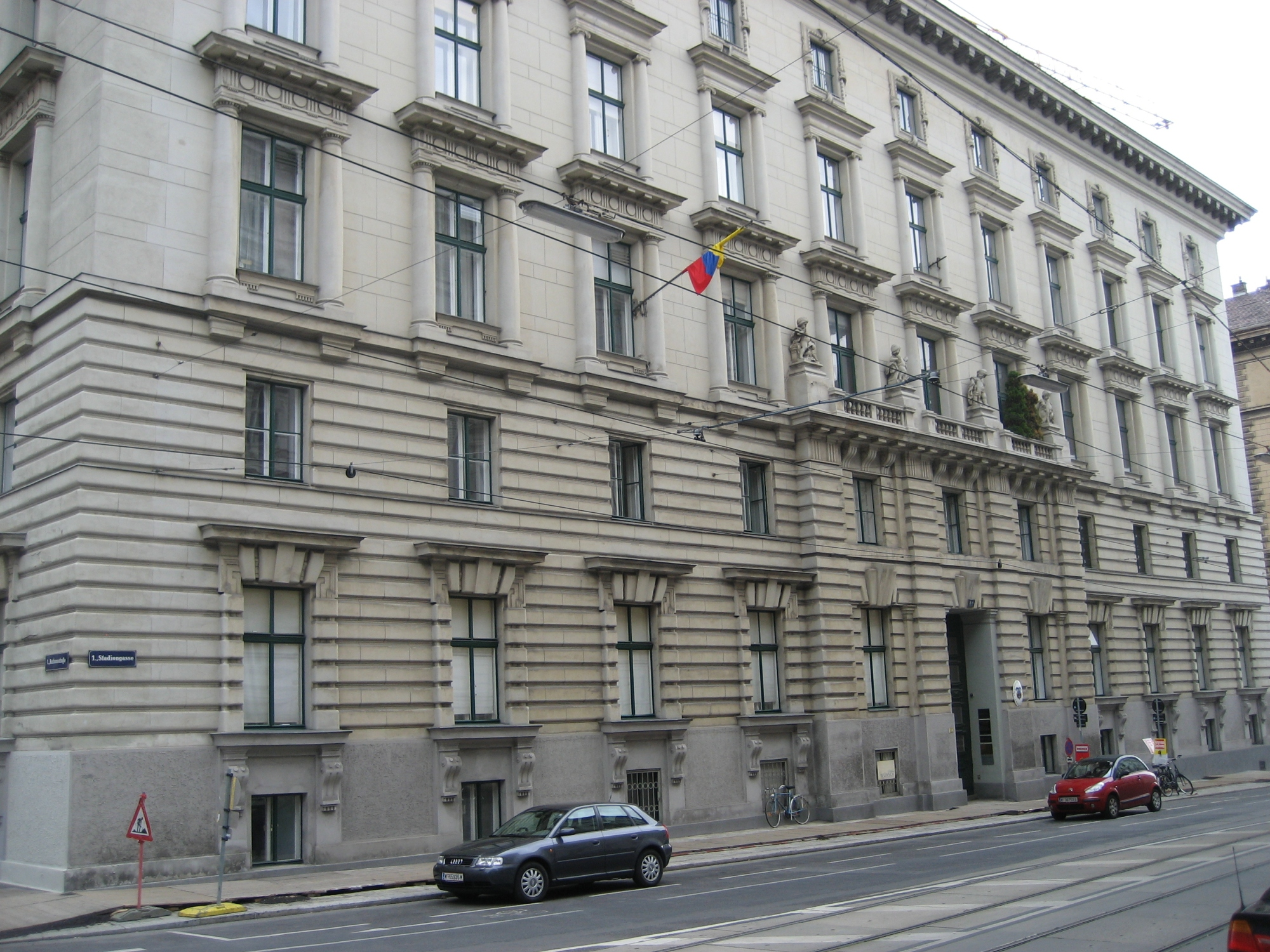
Kolumbianische Botschaft in Wien

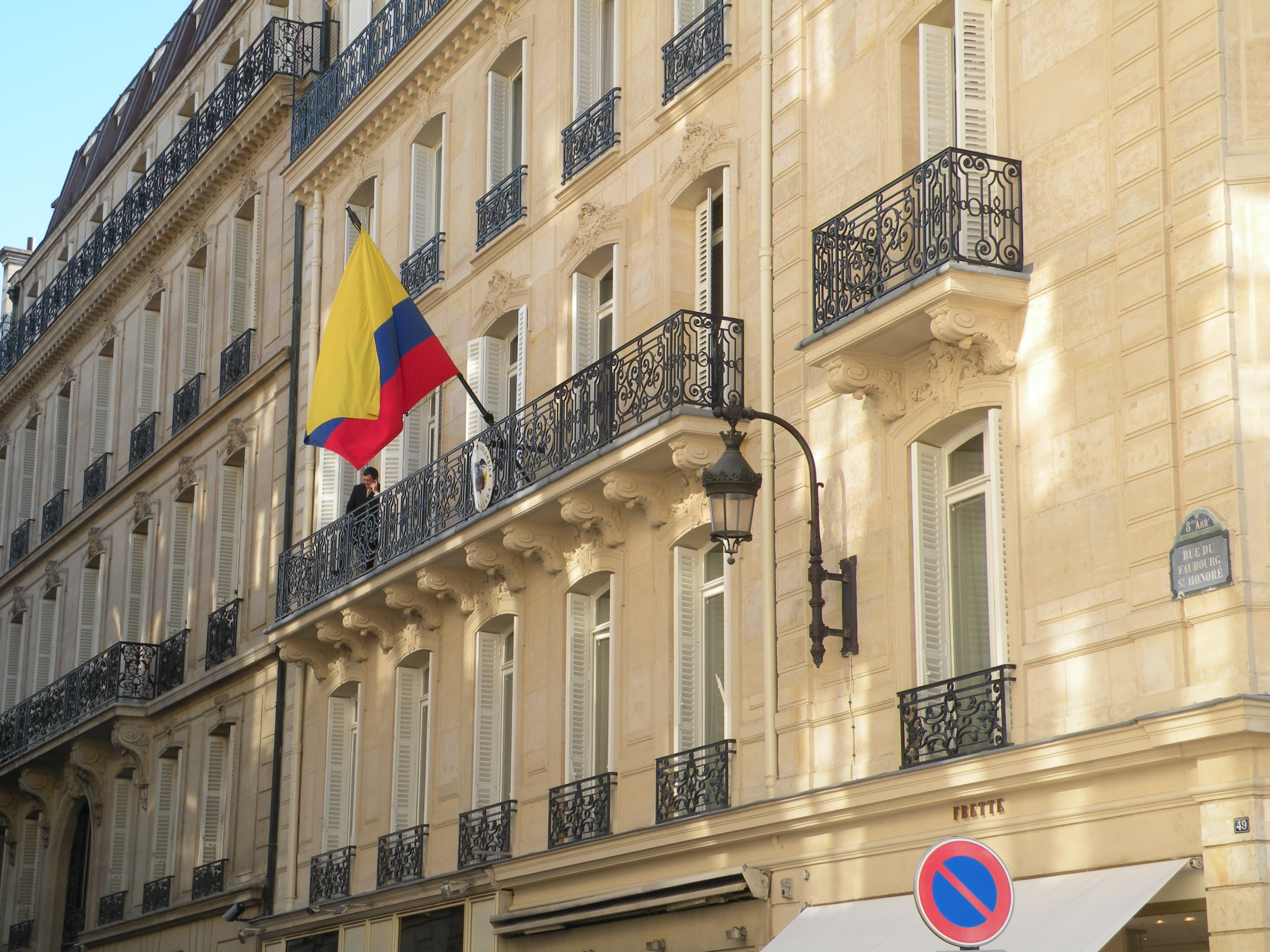
Kolumbianische Botschaft in Paris

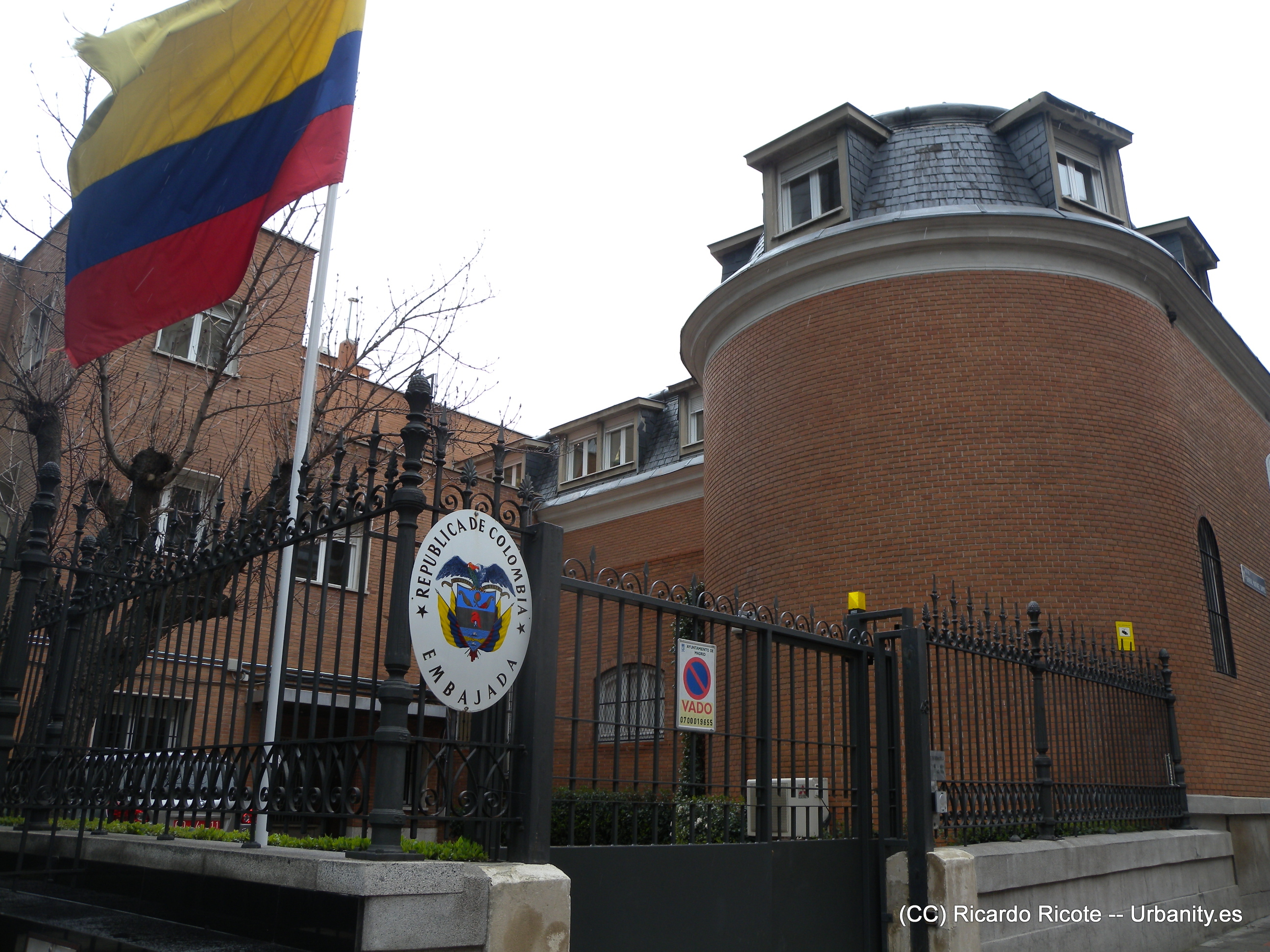
Kolumbianische Botschaft in Madrid

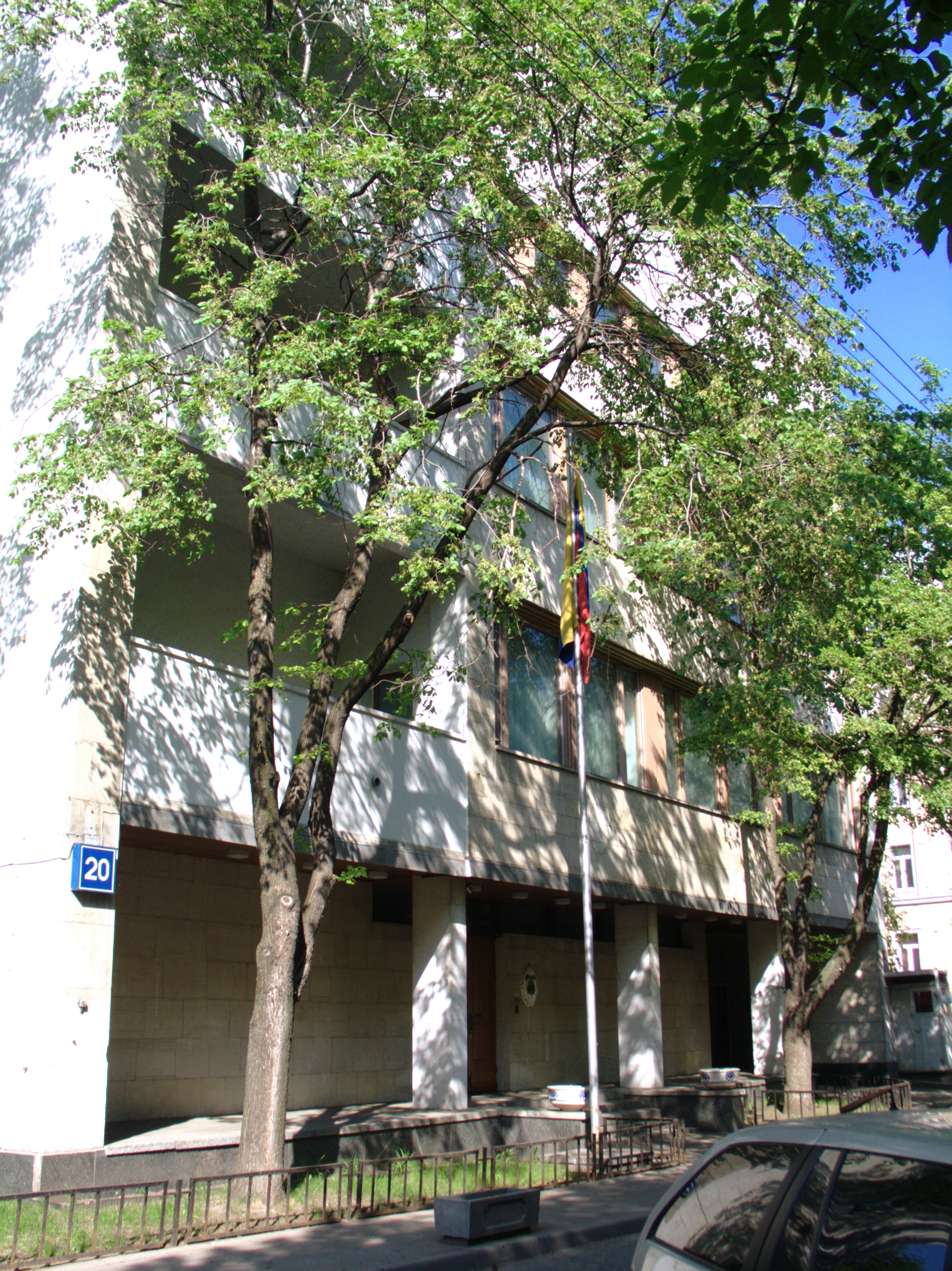
Kolumbianische Botschaft in Moskau

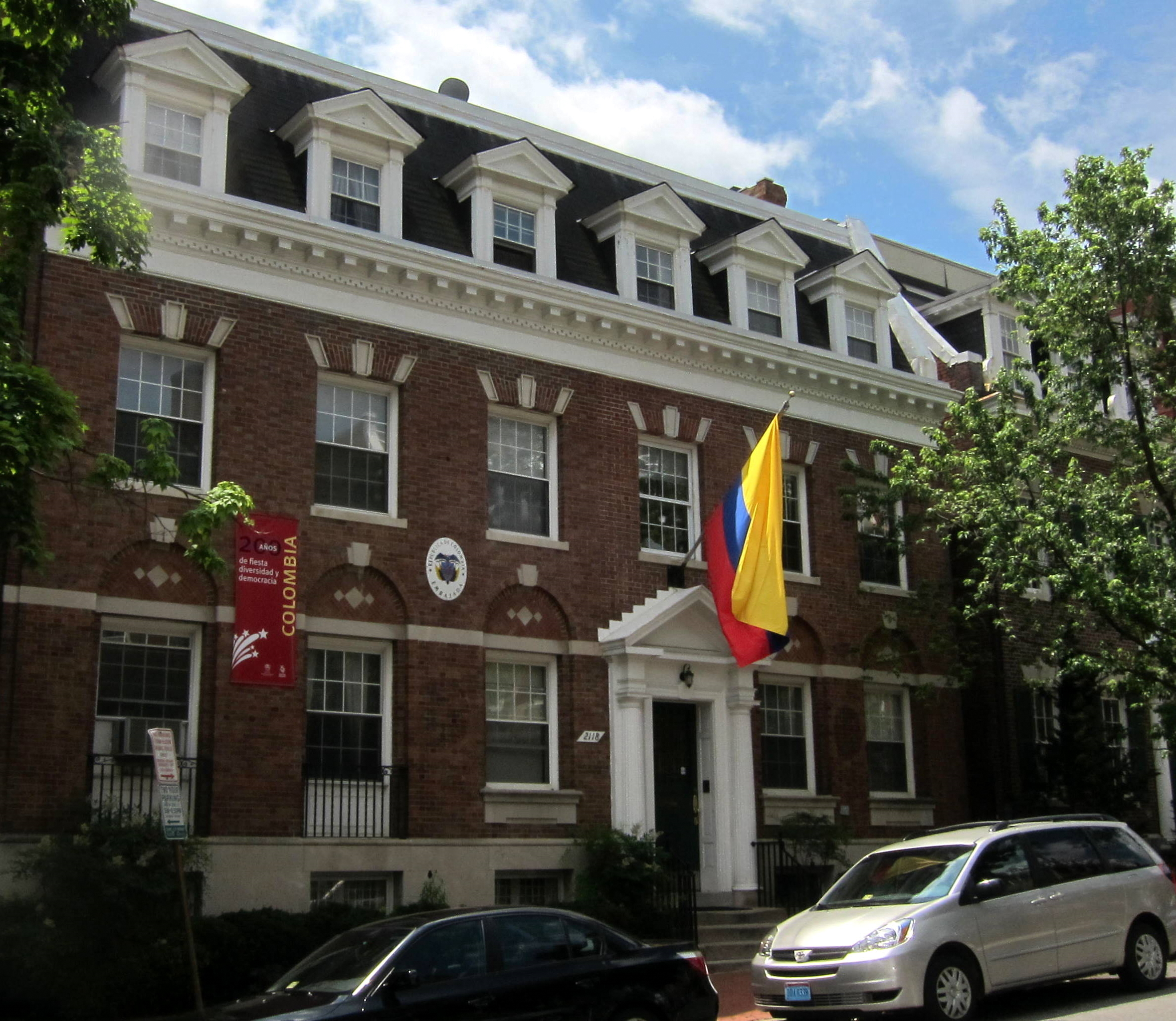
Kolumbianische Botschaft in Washington, D.C.

### Afrika
| - Ägypten: Kairo, Botschaft - Algerien: Algier, Botschaft - Ghana: Accra, Botschaft | - Kenia: Nairobi, Botschaft - Marokko: Rabat, Botschaft - Südafrika: Pretoria, Botschaft |

### Asien
| - Aserbaidschan: Baku, Botschaft - Volksrepublik China: Peking, Botschaft - Volksrepublik China: Guangzhou, Generalkonsulat - Volksrepublik China: Hongkong, Generalkonsulat - Volksrepublik China: Shanghai, Generalkonsulat - Indien: Neu-Delhi, Botschaft - Indonesien: Jakarta, Botschaft - Israel: Tel Aviv, Botschaft | - Japan: Tokyo, Botschaft - Libanon: Beirut, Botschaft - Malaysia: Kuala Lumpur, Botschaft - Singapur: Singapur, Botschaft - Südkorea: Seoul, Botschaft - Thailand: Bangkok, Botschaft - Vereinigte Arabische Emirate: Abu Dhabi, Botschaft - Vietnam: Hanoi, Botschaft |

### Australien und Ozeanien
| - Australien: Canberra, Botschaft - Australien: Sydney, Generalkonsulat | - Neuseeland: Auckland, Botschaft |

### Europa
| - Belgien: Brüssel, Botschaft - Deutschland: Berlin, Botschaft - Deutschland: Frankfurt, Generalkonsulat - Finnland: Helsinki, Botschaft - Frankreich: Paris, Botschaft - Italien: Rom, Botschaft - Italien: Mailand, Generalkonsulat - Niederlande: Den Haag, Botschaft - Niederlande: Amsterdam, Generalkonsulat - Niederlande: Oranjestad, Aruba, Generalkonsulat - Niederlande: Willemstad, Curaçao, Generalkonsulat - Norwegen: Oslo, Botschaft - Österreich: Wien, Botschaft - Polen: Warschau, Botschaft | - Portugal: Lissabon, Botschaft - Russland: Moskau, Botschaft - Schweden: Stockholm, Botschaft - Schweiz: Bern, Botschaft - Spanien: Madrid, Botschaft - Spanien: Barcelona, Generalkonsulat - Spanien: Bilbao, Generalkonsulat - Spanien: Las Palmas de Gran Canaria, Generalkonsulat - Spanien: Palma, Generalkonsulat - Spanien: Sevilla, Generalkonsulat - Spanien: Valencia, Generalkonsulat - Türkei: Ankara, Botschaft - Vereinigtes Königreich: London, Botschaft |

### Nordamerika
| - Costa Rica: San José, Botschaft - Dominikanische Republik: Santo Domingo, Botschaft - El Salvador: San Salvador, Botschaft - Guatemala: Guatemala-Stadt, Botschaft - Honduras: Tegucigalpa, Botschaft - Jamaika: Kingston, Botschaft - Kanada: Ottawa, Botschaft - Kanada: Calgary, Generalkonsulat - Kanada: Montreal, Generalkonsulat - Kanada: Toronto, Generalkonsulat - Kanada: Vancouver, Generalkonsulat - Kuba: Havanna, Botschaft - Mexiko: Mexiko-Stadt, Botschaft - Mexiko: Guadalajara, Konsulat - Nicaragua: Managua, Botschaft - Panama: Panama-Stadt, Botschaft | - Panama: Colón, Generalkonsulat - Panama: Puerto Obaldía, Generalkonsulat - Trinidad und Tobago: Port of Spain, Botschaft - Vereinigte Staaten: Washington, D.C., Botschaft - Vereinigte Staaten: Atlanta, Generalkonsulat - Vereinigte Staaten: Boston, Generalkonsulat - Vereinigte Staaten: Chicago, Generalkonsulat - Vereinigte Staaten: Houston, Generalkonsulat - Vereinigte Staaten: Los Angeles, Generalkonsulat - Vereinigte Staaten: Miami, Generalkonsulat - Vereinigte Staaten: Newark, Generalkonsulat - Vereinigte Staaten: New York, Generalkonsulat - Vereinigte Staaten: Orlando, Generalkonsulat - Vereinigte Staaten: San Francisco, Generalkonsulat - Vereinigte Staaten: San Juan, Puerto Rico, Generalkonsulat |

### Südamerika
| - Argentinien: Buenos Aires, Botschaft - Bolivien: La Paz, Botschaft - Brasilien: Brasília, Botschaft - Brasilien: Manaus, Generalkonsulat - Brasilien: São Paulo, Generalkonsulat - Brasilien: Tabatinga, Konsulat - Chile: Santiago de Chile, Botschaft - Chile: Antofagasta, Generalkonsulat - Ecuador: Quito, Botschaft - Ecuador: Guayaquil, Generalkonsulat - Ecuador: Esmeraldas, Generalkonsulat - Ecuador: Nueva Loja, Generalkonsulat - Ecuador: Santo Domingo, Generalkonsulat - Ecuador: Tulcán, Generalkonsulat - Paraguay: Asunción, Botschaft - Peru: Lima, Botschaft - Peru: Iquitos, Generalkonsulat | - Uruguay: Montevideo, Botschaft - Venezuela: Caracas, Botschaft - Venezuela: Maracaibo, Generalkonsulat - Venezuela: Valencia, Generalkonsulat - Venezuela: Apure, Konsulat - Venezuela: Barinas, Konsulat - Venezuela: Barquisimeto, Konsulat - Venezuela: Machiques, Konsulat - Venezuela: Mérida, Konsulat - Venezuela: Puerto Ayacucho, Konsulat - Venezuela: Puerto La Cruz, Konsulat - Venezuela: Puerto Ordaz, Konsulat - Venezuela: San Antonio del Táchira, Konsulat - Venezuela: San Carlos del Zulia, Konsulat - Venezuela: San Cristóbal, Konsulat - Venezuela: San Fernando de Atabapo, Konsulat |

## Vertretungen bei internationalen Organisationen
- Vereinte Nationen: New York, Ständige Mission
- Vereinte Nationen: Genf, Ständige Mission
- Vereinte Nationen: Nairobi, Ständige Mission
- OAS: Washington, D.C., Ständige Mission
- Europäische Union: Brüssel, Mission
- UNESCO: Paris, Ständige Mission
- FAO: Rom, Ständige Mission
- Heiliger Stuhl: Rom, Botschaft